# Ceratoderus
Ceratoderus  (лат.) — род мирмекофильных жуков-пауссин из семейства жужелиц. Около 10 видов.

## Распространение
Юго-Восточная Азия (Вьетнам, Индонезия, Лаос, Мьянма), Восточная и Южная Азия (Афганистан, Индия, Китай, Пакистан, Япония).

## Описание
Жуки-мирмекофилы с крупными усиками и мелкими размерами тела (около 5 мм), окраска двухцветная (оранжево-чёрная), блестящие. Живут в ассоциации с муравьями. Выделяют летучие вещества (феромоны) из подкожных желёз, которые действуют умиротворяюще на муравьёв и подавляют их обычную агрессию против «злоумышленников». Взамен жуки и их личинки получают пищу муравьёв, а также личинки жуков не прочь полакомиться и молодым выводком самих муравьёв.

## Систематика
Около 10 видов. Род включён в состав трибы Paussini. Ceratoderus сходен с родом Melanospilus Westwood, 1845 из той же подтрибы Ceratoderina, но отличается от него поперечной бороздкой на переднеспинке и передней частью пронотума, на которой отсутствуют шипики.
- Ceratoderus akikoae Maruyama, 2014
- Ceratoderus andrewesi Desneux, 1905
- Ceratoderus bifasciatus Kollar, 1836[5]
- Ceratoderus jendeki Maruyama, 2014
- Ceratoderus kentaroi Maruyama, 2014
- Ceratoderus klapperichi Reichenspenger, 1954
- Ceratoderus oberthueri Gestro, 1901
- Ceratoderus palpalis Reichensperger, 1935
- Ceratoderus tonkinensis Wasmann, 1921[6]
- Ceratoderus venustus Hisamatsu, 1963[7][8]
- Ceratoderus yunnanensis Maruyama, 2014